# Tetchwick Brook
Der Tetchwick Brook ist ein Wasserlauf in Buckinghamshire, England. Der Tetchwick Brook entsteht nordwestlich von Quainton und fließt in einer generell westlichen Richtung bis zu seiner Mündung in den River Ray.